# Bataille de Mahin et Sadad
Guerre civile syrienne
Batailles
La bataille de Mahin et Sadad a lieu lors de la guerre civile syrienne. Elle débute Le 21 octobre 2013, lorsque les rebelles lancent une offensive sur les localités de Sadad et de Mahin. Sadad est prise le premier jour des combats et Mahin est en partie conquise le 5 novembre. L'armée syrienne contre-attaque et reprend Sadad le 28 octobre puis Mahin le 15 novembre.

## Déroulement
Le 21 octobre 2013, les rebelles et les djihadistes lancent une offensive sur Mahin, au sud du gouvernorat de Homs, dans le but de s'emparer d'un très important dépôt d'armes et de munitions, situé dans un complexe de 30 bâtiments près de cette petite ville,. À Sadad, leur objectif est un puits de gaz. Les forces rebelles engagées dans les combats appartiennent au Front al-Nosra, à l'État islamique en Irak et au Levant, au bataillon al-Khadra, aux bataillons al-Maghaweer de Dera’ al-Islam et Ahel al-Athar, de l'Armée syrienne libre et à Liwa al-Haq,.
Les affrontements ont lieu à Mahin et dans les localités proches de Sadad et d'As Soukhna. Les six premiers jours de combats dans ces trois localités sont très meurtriers, selon l'OSDH il y au moins 100 morts dans les rangs de l'armée et plusieurs dizaines de tués du côté des rebelles,. Le 21 octobre, Sadad, petite ville de 12 000 à 15 000 habitants majoritairement chrétiens, est prise par les rebelles. Selon Human Rights Watch, certains groupes des forces de l'opposition saccagent l'église et commettent des exactions contre des habitants. Ces derniers sont forcés à rester dans les zones de combat et au moins 41 civils sont tués, dont 14 femmes et 2 enfants. Certains sont exécutés, d'autres sont tués par des snipers ou des bombardements rebelles. Quatre officiers de police et un soldat réserviste sont également capturés et fusillés sommairement. L'armée syrienne contre-attaque rapidement et reprend pied à Sadad quelques heures après sa prise par les rebelles. Le 28 octobre, après une semaine de combats, Sadad est repris par les loyalistes,.
Le combats se poursuivent cependant à Mahin les semaines suivantes. Le 2 novembre, l'aviation syrienne bombarde notamment les positions de l'opposition. Le 5 juillet, les forces rebelles et djihadistes s'emparent d'une partie de l'armurerie. Selon l'OSDH, une grande partie de l'arsenal tombe entre leurs mains, ce que nient les loyalistes. D'après l'OSDH également, les combats ce jour-là font au moins 50 morts chez les rebelles et 20 chez les loyalistes. Finalement le 15 novembre, les rebelles sont repoussés hors de Mahin.

## Suites
Le village de Mahin retombe aux mains de l'État islamique le 31 octobre 2015, puis est repris par les loyalistes le 23 novembre lors de combats au cours desquels les djihadistes perdent plusieurs dizaines d'hommes tués ou blessés,.